# White Rock (Dakota Południowa)
White Rock – miasto w Stanach Zjednoczonych, w stanie Dakota Południowa, w hrabstwie Roberts.